# Bussensee
Das Naturschutzgebiet Bussensee liegt auf dem Gebiet der Stadt Konstanz im baden-württembergischen Landkreis Konstanz in Deutschland und ist seit dem 8. Dezember 1988 als Naturschutzgebiet ausgewiesen.

## Lage
Das rund 13,8 Hektar große Schutzgebiet liegt im Südosten des Bodanrücks, rund einen Kilometer westlich des Konstanzer Ortsteils Litzelstetten. Der ehemalige See und heutige Moorkörper erstreckt sich in einer Senke zwischen Drumlins entlang der Gemarkungsgrenze zwischen Litzelstetten und Wollmatingen.

## Bedeutung
In dem reich strukturierten Feuchtgebiet, ein Verlandungsmoor ohne offene Wasserfläche, hat sich durch verschiedenartige Standortfaktoren und menschliche Eingriffe ein äußerst reich gegliedertes Mosaik von Biotopen mit einer Vielzahl von Pflanzengesellschaften und einer charakteristischen Tierwelt ausgebildet.

## Flora und Fauna
Das Schutzgebiet ist Lebensraum für eine Vielzahl seltener und geschützter Tier- und Pflanzenarten.

### Fauna
Amphibien
Bergmolch, Erdkröte, Europäischer Laubfrosch, Gelbbauchunke, Grasfrosch, Nördlicher Kammmolch, Springfrosch, Teichfrosch und Teichmolch
Fische
Elritze
Insekten
Käfer
Braunfüßiger Wasserkäfer, Dünen-Sandlaufkäfer, Feld-Sandlaufkäfer, Frühlingsmistkäfer, Gefleckter Schmalbock, Gemeiner Dungkäfer, Gemeiner Furchenschwimmer, Gemeiner Mistkäfer, Gemeiner Taumelkäfer, Gemeiner Weichkäfer, Geränderter Wasserkäfer, Goldglänzender Laufkäfer, Goldglänzender Rosenkäfer, Goldgruben-Laufkäfer, Großer Uferfeuchtkäfer, Grüner Schildkäfer, Hainlaufkäfer, Kleiner Kolbenwasserkäfer, Kleiner Schmalbock, Lederlaufkäfer, Roter Fliegenkäfer und Siebenpunkt-Marienkäfer
Libellen
Frühe Adonislibelle, Früher Schilfjäger, Früher Schilfjäger, Herbst-Mosaikjungfer, Kleine Pechlibelle und Vierfleck
Schmetterlinge
Feldahorn-Blütenspanner, Schwalbenschwanz und Ulmen-Zipfelfalter
Wanzen
Schwimmwanze, Stabwanze und Wasserskorpion
Sonstige
Sumpfschrecke
Reptilien
Ringelnatter, Waldeidechse, Westliche Blindschleiche und Zauneidechse
Vögel
Baumfalke, Neuntöter und Teichrohrsänger

### Flora
Wertbestimmende Arten im Schutzgebiet sind die beiden Orchideenarten „Fleischfarbenes Knabenkraut“ (Dactylorhiza incarnata; Orchidee des Jahres 2015; in der Roten Liste als ‚stark gefährdet‘ eingestuft)  und „Mücken-Händelwurz“ (Gymnadenia conopsea; Orchidee des Jahres 2024; in der Roten Liste als ‚gefährdet‘ eingestuft) sowie die „Sibirische Schwertlilie“ (Iris sibirica; Blume des Jahres 2010).
Enzianartige
Kleines Tausendgüldenkraut und Moor-Labkraut
Froschlöffelartige
Europäischer Froschbiss und Stachelspitziges Laichkraut
Hahnenfußartige
Schwarzviolette Akelei und Sommer-Adonisröschen
Heidekrautartige
Mehlprimel
Kreuzblütlerartige
Turmkraut
Malpighienartige
Kriech-Weide, Lorbeer-Weide und Schwarz-Weide
Malvenartige
Echter Seidelbast
Schachtelhalmartige
Teich-Schachtelhalm
Seerosenartige
Weiße Seerose
Spargelartige
Fleischfarbenes Knabenkraut, Mücken-Händelwurz, Sibirische Schwertlilie, Sumpf-Glanzkraut, Sumpf-Stendelwurz und Weißes Waldvöglein
Steinbrechartige
Quirliges Tausendblatt
Süßgrasartige
Binsenschneide, Draht-Segge, Faden-Segge, Gewöhnliche Teichbinse, Salz-Teichbinse, Scheinzypergras-Segge, Schnabel-Segge, Schuppenfrüchtige Gelb-Segge, Schwarzschopf-Segge, Steife Segge und Stumpfblütige Binse

## Zusammenhang mit anderen Schutzgebieten
Das Schutzgebiet Bussensee ist über einen Graben mit dem westlich gelegenen Naturschutzgebiet Mooswiese verbunden und grenzt östlich an das 5.512 Hektar große Landschaftsschutzgebiet Bodanrück. Das Naturschutzgebiet ist sowohl Teil des 14.371 Hektar großen FFH-Gebiets Nr. 8220341 – Bodanrück und westlicher Bodensee als auch des Vogelschutzgebiets Nr. 8220402 Bodanrück, das eine Größe von 6.311 Hektar aufweist.

## Betreuung
Das Schutzgebiet Bussensee wird seit 1994 durch die ‚Ortsgruppe Konstanz‘ des Bundes für Umwelt und Naturschutz Deutschland (BUND) betreut.